# 千呆性侒
千呆性侒（せんがい しょうあん）は、中国明末に生まれ、日本に渡来した臨済宗黄檗派の禅僧。黄檗山萬福寺第6代住持となり、黄檗流の能書家で知られた。
俗姓は陳。道号を千呆（千獃とも）・曇瑞。法諱を性侒。福建省福州府長楽県の出身。

## 略伝
17歳のとき雪峰崇聖寺に参じ即非如一の下で出家する。明暦3年（1657年）2月に即非に随って日本へ渡海。崇福寺に入って即非の法嗣となり、寛文5年（1665年）即非より嗣法を受けた。寛文8年（1668年）、即非の命によって広福庵（明治期に廃絶）を建立。同年7月に崇福寺中興第二代なり元禄6年（1693年）まで住持した。元禄11年（1698年）、即非が示寂するとその舎利（遺骨）を崇福寺に納めた。同年11月には萬福寺に赴き隠元隆琦80歳の大賀を祝った。
延宝3年（1676年）5月、長崎が飢饉に見舞われると衆徒を率いて托鉢を行い飢えた人々に粥を施した。同年9月に再度凶作になると、書画を売り、大鍋を鋳造し多くの人々に粥を施した。この鍋は万人鍋と呼ばれいまも現存する。
元禄元年（1688年）、鳥取藩主池田光仲に要請され、龍宝山興禅寺の中興開山となる。元禄8年（1695年）、黄檗山萬福寺第6代に選出され翌年正月に晋山する。同年5月には徳川綱吉に謁見し住持の継席を報告した。
その後、幕府の寄進などを受け諸堂を修繕、さらに威徳殿・延寿殿・福寺寮などを建て石峰寺の開山となった。また伊予の千秋寺・尾張の護国山東輪寺を創建し師即非を開山とした。
宝永2年（1705年）2月、示寂。世寿70。万松岡で荼毘にふされ舎利を瑞光院に安置。後に石峰寺に塔された。
黄檗流の能書で知られ道釈人物図・蘭竹図などを画いた。